# 表面プラズモン

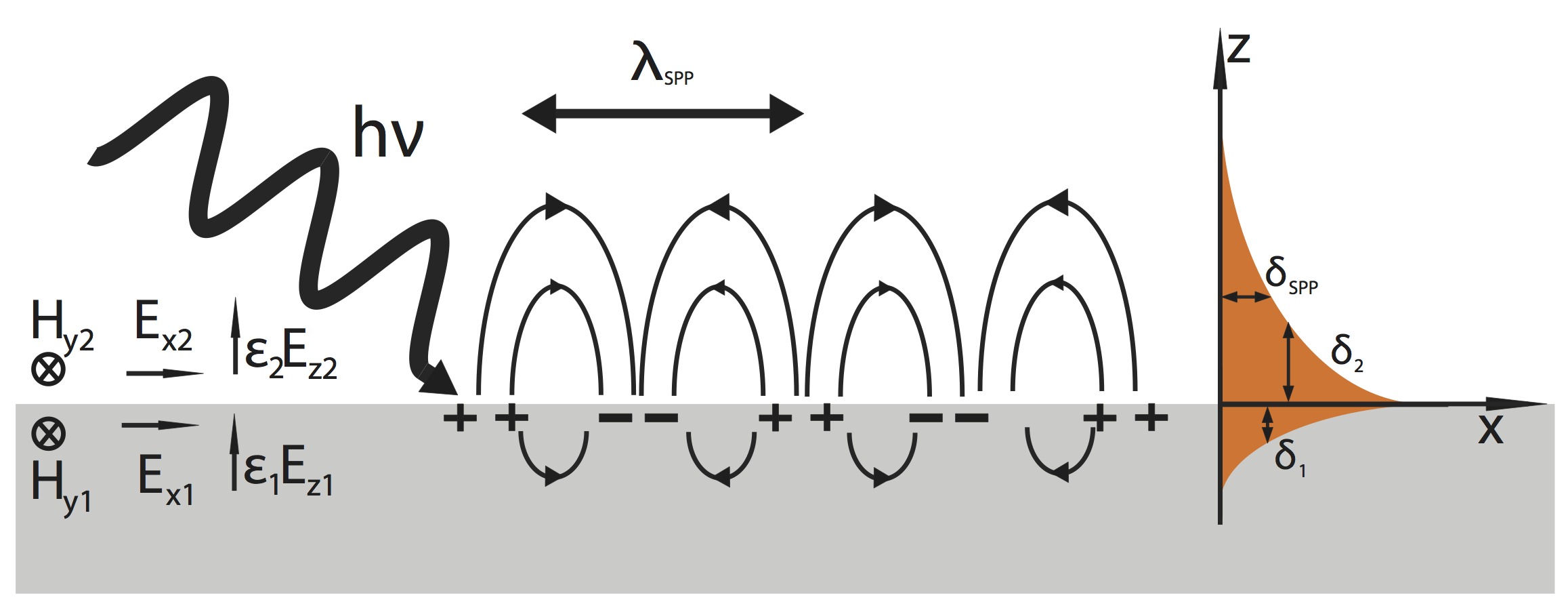
金属-誘電体界面に沿って伝播する電子密度波の模式図。電荷密度振動および関連する電磁場は表面プラズモンポラリトン波と呼ばれる。界面から離れた距離に対する電磁場強度の指数関数的依存性が右側に示されている。これらの波は電磁スペクトルの可視光範囲の光で非常に効率よく励起することができる。

表面プラズモン(surface plasmon、SP)は界面を横切る際に誘電関数の実数部の符号が変化する2つの材料間の界面に存在するコヒーレントな非局在化電子の振動（例えば空気中の金属シートのような金属-誘電体界面）。SPは電子ガス（もしくはプラズマ）のバルク内の陽イオンコアについての縦方向の電子振動を量子化するバルク（もしくは体積）プラズモンよりも低いエネルギーを有する。
表面プラズモンにおける電荷移動は常に金属の外側（および内側）に電磁場を生成する。電荷運動および関連する電磁場の両方を含む全励起は平面界面での表面プラズモンポラリトン、または小粒子の閉曲面に対する局在表面プラズモンと呼ばれる。
表面プラズモンの存在は、1957年にRufus Ritchieにより最初に予測された。その後20年間で多くの科学者により広く研究された。主な研究者としては50年代60年代にはT. Turbadar、60年代70年代にはHeinz Raether、E. Kretschmann、A. Ottoがいた。表面プラズモンによるフォトニクスに似たナノスケール構造における情報伝達はプラズモニクスと呼ばれる。